# Сейвери, Констанс
Ко́нстанс Се́йвери (англ. Constance Savery; 31 октября 1897, Уилтшир, Великобритания — 2 марта 1999, Страуд, там же) — британская детская писательница, романистка, поэтесса.

## Жизнеописание
Родилась 31 октября 1897 года в городке Фроксфилд, графство Уилтшир, в семье приходского англиканского священника Джона Мэнли Сейвери и его супруги Констанс Элеанор Харборд Сейвери. Отец был потомком французских гугенотов, а мать имела ирландские и скандинавские корни. Помимо Констанс Уинифред в семье было ещё четыре девочки: Ирэн, Филлис, Кристин и Дорин.
Констанс была заядлым чтецом и писать начала в довольно раннем возрасте, по воспоминаниям Кристин с трёх лет.
Когда девочке исполняется девять, семья переезжает в Бирмингем, где Констанс учится в Высшей школе для девочек имени короля Эдуарда VI. Здесь Сейвери сочиняет короткий рассказ «Improving Inky», пишет две книги «Danny and the Alabaster Box» и «Redhead at School», а также три небольшие статьи, восхваляющие школьного учителя музыки Альфреда Гола. По окончании обучения она становится одной из первых женщин в коллективе, кому жалуется учёная степень (1920), и девушку приглашают читать английский в Сомервилльском колледже. В 1971 году Констанс написала автобиографию, в которой пояснила, что преподавала древнеанглийский и готский языки совместно с Джозефом Райтом. Сейвери читала лекции ещё на протяжении двух лет после смерти матери. Однако отец нуждался в помощи, и Констанс с радостью вернулась домой в Миддлтон. Писательница никогда не возвращалась к преподаванию, зарабатывая на жизнь своим литературный трудом. В период с 1929 по 1939 г. женщина написала шесть романов, книгу аллегорических басен, около шестидесяти рассказов, семь песен, по крайней мере десять повестей для передачи «Детский Час» на BBC, более чем дюжину статей и неизвестное число стихов. Её перу принадлежат книги: «Forbidden Doors» (1929), «Green Emeralds for the King» (1938), «The Reb and the Redcoats» (1961).
Констанс Сейвери никогда не была замужем.
В сороковые Констанс вышла на американский рынок. В то время её издательством Longmans, Green and Co были опубликованы: «Enemy Brothers» (1943), «The Good Ship Red Lily» (1944), «Blue Fields» (1947), «Emeralds for the King» (1945).
В 1980 году издательством Dent & Sons был напечатан роман «Эмма». Сейвери выступила под псевдонимом «Another Lady». По сути, произведение является продолжением неоконченной новеллы «Эмма», британской писательницы Шарлотты Бронте. Книга имела успех (даже переиздавалась в США) и оставалась в печати вплоть до 2000-х, пока иной вариант романа, дописанный уже Клэр Бойлан не вышел в свет.
В 80-е гг. состояние здоровья писательницы ухудшилось: Сейвери быстро слепла. Однако это не помешало ей переписать «The Quicksilver Chronicle».
Скончалась 2 марта 1999 года. Её роман «The Memoirs of Jack Chelwood» был опубликован посмертно.